# National Basketball League 2009-2010
La National League Basketball 2009-2010 è stata la 32ª edizione della National Basketball League, la massima lega di basket australiana.

## Squadre partecipanti
- Adelaide 36ers
- Cairns Taipans
- Gold Coast Blaze
- Illawarra Hawks
- Melbourne United
- N.Z. Breakers
- Perth Wildcats
- Townsv. Crocodiles

## Regular Season

### Classifica
|    | Squadra            | G  | V  | P  | PF    | PS    |
| -- | ------------------ | -- | -- | -- | ----- | ----- |
| 1. | Perth Wildcats     | 28 | 17 | 11 | 2.401 | 2.285 |
| 2. | Illawarra Hawks    | 28 | 16 | 12 | 2.299 | 2.270 |
| 3. | Townsv. Crocodiles | 28 | 16 | 12 | 2.418 | 2.369 |
| 4. | Gold Coast Blaze   | 28 | 16 | 12 | 2.410 | 2.376 |
| 5. | N.Z. Breakers      | 28 | 15 | 13 | 2.415 | 2.340 |
| 6. | Melbourne United   | 28 | 11 | 17 | 2.338 | 2.423 |
| 7. | Cairns Taipans     | 28 | 11 | 17 | 2.092 | 2.239 |
| 8. | Adelaide 36ers     | 28 | 10 | 18 | 2.353 | 2.424 |

## Playoffs

### Perth - Gold Coast

#### Gara 1
| Perth 18 febbraio 2010 | Perth Wildcats | 81 – 68 | Gold Coast Blaze | Challenge Stadium (4.400 spett.) |

#### Gara 2
| Gold Coast 23 febbraio 2010 | Gold Coast Blaze | 78 – 82 | Perth Wildcats | Gold Coast Convention Centre (3.699 spett.) |

### Wollongong - Townsville

#### Gara 1
| Wollongong 19 febbraio 2010 | Illawarra Hawks | 87 – 68 | Townsv. Crocodiles | WIN Entertainment Centre (4.451 spett.) |

#### Gara 2
| Townsville 24 febbraio 2010 | Townsv. Crocodiles | 82 – 53 | Illawarra Hawks | Townsville Entertainment Centre (3.499 spett.) |

#### Gara 3
| Wollongong 27 febbraio 2010 | Illawarra Hawks | 88 – 76 | Townsv. Crocodiles | WIN Entertainment Centre (4.451 spett.) |

### Finale

#### Gara 1
| Perth 5 marzo 2010 | Perth Wildcats | 75 – 64 | Illawarra Hawks | Challenge Stadium (4.600 spett.) |

#### Gara 2
| Wollongong 9 marzo 2010 | Illawarra Hawks | 75 – 63 | Perth Wildcats | WIN Entertainment Centre (5.786 spett.) |

#### Gara 3
| Perth 12 marzo 2010 | Perth Wildcats | 96 – 72 | Illawarra Hawks | Challenge Stadium (4.700 spett.) |

## Vincitore
| Campioni NBL 2009-2010     |
| -------------------------- |
| Perth Wildcats (5º titolo) |

## Premi
- NBL Most Valuable Player: Corey Williams, Townsville Crocodiles
- NBL Defensive Player of the Year: Dillon Boucher, New Zealand Breakers
- NBL Most Improved Player of the Year: Anthony Petrie, Gold Coast Blaze
- NBL 6th Man of the Year: Erron Maxey, Gold Coast Blaze
- NBL Rookie of the Year: Jesse Wagstaff, Perth Wildcats
- NBL Finals MVP: Kevin Lisch, Perth Wildcats
- NBL Coach of the Year: Gordie McLeod, Wollongong Hawks

- All-NBL First Team
  - Corey Williams, Townsville Crocodiles
  - Mark Worthington, South Dragons
  - Tywain McKee, Wollongong Hawks
  - Kirk Penney, New Zealand Breakers
  - Shawn Redhage, Perth Wildcats

- All-NBL Second Team
  - C.J. Bruton, New Zealand Breakers
  - Adam Ballinger, Adelaide 36ers
  - Anthony Petrie, Gold Coast Blaze
  - Adam Gibson, Gold Coast Blaze
  - Ayinde Ubaka, Gold Coast Blaze

- All-NBL Third Team
  - Julius Hodge, Melbourne Tigers
  - Glen Saville, Wollongong Hawks
  - John Gilchrist, Adelaide 36ers
  - Cameron Tragardh, Wollongong Hawks
  - Larry Davidson, Wollongong Hawks